# Firesi
I Firesi (in greco Phiraisoi, latino: Firaesi) furono un popolo germanico settentrionale citato nella Geografia di Tolomeo. I Firesi non vengono citati da nessun'altra fonte storica; la maggior parte delle informazioni proviene dall'archeologia piuttosto che dagli scritti degli storici del tempo.
Secondo Tolomeo, i Firesi abitavano la Scandia orientale insieme ai Favoni, mentre i Chedini si trovavano nella parte occidentale, i Finni nella parte settentrionale, i Gutae (o Gautae) e i Daucioni nella regione meridionale e i Levoni nella regione centrale.